# Jasujuki Kuwahara
Jasujuki Kuwahara (japonsky: 桑原 樂之; 22. prosince 1942 – 1. března 2017) byl japonský fotbalista.

## Reprezentace
Jasujuki Kuwahara odehrál 12 reprezentačních utkání. S japonskou reprezentací se zúčastnil letních olympijských her 1968.

## Statistiky
| Japonsko | Japonsko | Japonsko |
| Roky     | Záp.     | Góly     |
| -------- | -------- | -------- |
| 1966     | 4        | 2        |
| 1967     | 1        | 1        |
| 1968     | 2        | 1        |
| 1969     | 4        | 1        |
| 1970     | 1        | 0        |
| Celkem   | 12       | 5        |